# Time to live
Time to live （時に TTL と省略される）は、コンピュータとコンピュータネットワーク技術において、1単位のデータ（例えば一つのパケット）が破棄される前に経過する可能性がある時間、もしくは繰り返し数すなわちトランスミッション数の上限（余命）である。

## IPパケットのTime to live
IPv4では、time to live (TTL) は、インターネットプロトコル (IP) ヘッダ内の8ビットフィールドである。それは、20オクテット中の9番目のオクテットである。Time to live の値は、IPデータグラムがインターネットシステムの中に存在することができる時間の上限として考えることができる。TTLフィールドはデータグラムの送り主が設定し、目的地までのルートの全てのホストによって減らされる。データグラムがその目的地に到着する前にTTLフィールドがゼロになったならば、データグラムは破棄され、ICMPエラーデータグラム (11 - Time Exceeded) が送り主に返される。TTLフィールドの目的は、配達不能のデータグラムがインターネットシステムを循環し続ける状況と最終的にはそのような不滅のデータグラムによるシステムの輻輳を回避することである。理論的には、time to live は秒で測られるが、データグラムが通過する全てのホストは少なくとも1単位だけTTLを減らさなければならない。実際には、TTLフィールドは、全てのホップごとに1だけ減らされる。このやり方を反映するために、IPv6では、このフィールドは hop limit と呼ばれている。
Unixのtracerouteコマンド（Windowsのtracert）は、TTLフィールドの機能を利用する。
- TTLのいくつかのデフォルト値
  - 0は同じホストに制限される
  - 1は同じサブネットに制限される
  - 32は同じサイトに制限される
  - 64は同じ地域に制限される
  - 128は同じ大陸に制限される
  - 255は無制限である

## DNSレコードのTime to live
Domain Name System (DNS) にもTTLの概念があり、DNSでは、Authoritative name server が特定のリソースレコードに対してTTLを設定する。（再帰的な）キャッシングネームサーバが Authoritative name server にリソースレコードについて問い合わせたとき、（再帰的な）キャッシングネームサーバはTTLによって指定される時間（秒単位で）の間その記録をキャッシュする。TTLが期限切れになる前に stub resolver が同じレコードをキャッシングネームサーバに問い合わせるならば、キャッシングサーバは再びそれを Authoritative name server に問い合わせるのではなく、単にすでにキャッシュされたリソースレコードを返す。ネームサーバは、NXDOMAIN（ドメインが存在しないという確認応答）用に設定されたTTLを持っている場合がある。しかし、NXDOMAINのTTLは通常、持続時間が短い（最大でも3時間）。
短いTTLは Authoritative name server に重い負荷を引き起こすことがあるが、ウェブサーバあるいはMXレコードのような重要なサービスのアドレスを変更するときに役に立つ場合がある。したがってDNS管理者は、サービスを変更する前にしばしばTTLを低く設定し、中断を最小限にする。
使用される単位は、秒である。DNSのための共通のTTL値は86400秒であり、これは24時間である。86400というTTL値は、DNSレコードが変更されると、世界中のDNSサーバが、変更後最高24時間キャッシュから古い値を表示し続ける場合があることを意味する。

## 参照
- ping
- traceroute
- ホップ (ネットワーク)

### TTLの初期値のリスト
- http://members.cox.net/~ndav1/self_published/TTL_values.html
- http://secfr.nerim.net/docs/fingerprint/en/ttl_default.html

上記のページは、2011年5月現在、無効。